# Przepadek
Przepadek – w Polsce instytucja prawa karnego sui generis (przed 1 lipca 2015 środek karny) o charakterze represyjno-prewencyjnym polegająca na przejściu własności określonych przedmiotów powiązanych w pewien sposób z popełnionym przestępstwem na Skarb Państwa z chwilą uprawomocnienia się wyroku. Przepadek jest ponadto środkiem karnym w prawie wykroczeń.
Wyróżnia się trzy kategorie przedmiotów podlegających przepadkowi:
- przedmioty bezpośrednio pochodzące z przestępstwa (tzw. fanty); przepadek jest obowiązkowy, chyba że przedmioty podlegają zwrotowi pokrzywdzonemu lub innej uprawnionej osobie;
- przedmioty służące lub przeznaczone do popełnienia przestępstwa (narzędzia); przepadek ma co do zasady charakter fakultatywny; jeżeli wartość przedmiotów jest niewspółmierna do wagi czynu, sąd orzeka nawiązkę na rzecz Skarbu Państwa;
- przedmioty objęte zakazem posiadania, obrotu lub przewozu (broń i amunicja, fałszywe pieniądze, narkotyki); przepadek ma co do zasady charakter fakultatywny.

W razie niemożności orzeczenia przepadku np. wskutek ich ukrycia lub zniszczenia, sąd może orzec przepadek równowartości pieniężnej tych przedmiotów.
Przepadek można orzec także tytułem środka zabezpieczającego.
Od 27 kwietnia 2017 r. występuje także przepadek przedsiębiorstwa (art. 44a k.k. dodany przez ustawę z dnia 23 marca 2017 r. o zmianie ustawy - Kodeks karny oraz niektórych innych ustaw (Dz.U. z 2017 r. poz. 768)):

Art. 44a. §  1.  W razie skazania za przestępstwo, z którego popełnienia sprawca osiągnął, chociażby pośrednio, korzyść majątkową znacznej wartości, sąd może orzec przepadek przedsiębiorstwa stanowiącego własność sprawcy albo jego równowartości, jeżeli przedsiębiorstwo służyło do popełnienia tego przestępstwa lub ukrycia osiągniętej z niego korzyści.

§  2.  W razie skazania za przestępstwo, z którego popełnienia sprawca osiągnął, chociażby pośrednio, korzyść majątkową znacznej wartości, sąd może orzec przepadek niestanowiącego własności sprawcy przedsiębiorstwa osoby fizycznej albo jego równowartości, jeżeli przedsiębiorstwo służyło do popełnienia tego przestępstwa lub ukrycia osiągniętej z niego korzyści, a jego właściciel chciał, aby przedsiębiorstwo służyło do popełnienia tego przestępstwa lub ukrycia osiągniętej z niego korzyści albo, przewidując taką możliwość, na to się godził.

§  3.  W razie współwłasności przepadek, o którym mowa w § 1 i 2, orzeka się z uwzględnieniem woli i świadomości każdego ze współwłaścicieli i w ich granicach.

§  4.  Przepadku, o którym mowa w § 1 i 2, nie orzeka się, jeżeli byłoby to niewspółmierne do wagi popełnionego przestępstwa, stopnia zawinienia oskarżonego lub motywacji i sposobu zachowania się właściciela przedsiębiorstwa.

§  5.  Przepadku, o którym mowa w § 1 i 2, nie orzeka się, jeżeli szkoda wyrządzona przestępstwem lub wartość ukrytej korzyści nie jest znaczna wobec rozmiaru działalności przedsiębiorstwa.

§  6.  Sąd może odstąpić od orzeczenia przepadku, o którym mowa w § 2, także w innych, szczególnie uzasadnionych przypadkach, kiedy byłby on niewspółmiernie dolegliwy dla właściciela przedsiębiorstwa.

Natomiast od 14 marca 2024 r. może być orzeczony także przepadek pojazdu mechanicznego (art. 44b k.k. dodany przez ustawę z dnia 7 lipca 2022 r. o zmianie ustawy - Kodeks karny oraz niektórych innych ustaw (Dz.U. z 2022 r. poz. 2600, ze zm.):

Art. 44b. § 1. W wypadkach wskazanych w ustawie sąd orzeka przepadek pojazdu mechanicznego prowadzonego przez sprawcę w ruchu lądowym.

§ 2. Jeżeli w czasie popełnienia przestępstwa pojazd nie stanowił wyłącznej własności sprawcy albo po popełnie-
niu przestępstwa sprawca zbył, darował lub ukrył podlegający przepadkowi pojazd, orzeka się przepadek równowartości pojazdu. Za równowartość pojazdu uznaje się wartość pojazdu określoną w polisie ubezpieczeniowej na rok, w którym popełniono przestępstwo, a w razie braku polisy – średnią wartość rynkową pojazdu odpowiadającego, przy uwzględnieniu marki, modelu, roku produkcji, typu nadwozia, rodzaju napędu i silnika, pojemności lub mocy silnika orbr przybliżonego przebiegu, pojazdowi prowadzonemu przez sprawcę, ustaloną na podstawie dostępnych danych, bez powoływania w tym celu biegłego.

§ 3. Jeżeli ustalenie średniej wartości rynkowej pojazdu odpowiadającego pojazdowi, o którym mowa w § 1, w sposób określony w § 2 nie jest możliwe ze względu na szczególne cechy tego pojazdu, zasięga się opinii biegłego.

§ 4. Przepadku pojazdu mechanicznego oraz przepadku równowartości pojazdu określonego w § 2 nie orzeka się, jeżeli sprawca prowadził niestanowiący jego własności pojazd mechaniczny wykonując czynności zawodowe lub 
służbowe polegające na prowadzeniu pojazdu na rzecz pracodawcy. W takim wypadku sąd orzeka nawiązkę w wysokości co najmniej 5000 złotych na rzecz Funduszu Pomocy Pokrzywdzonym oraz Pomocy Postpenitencjarnej.

§ 5. Przepadku pojazdu mechanicznego oraz przepadku równowartości pojazdu nie orzeka się, jeżeli orzeczenie 
przepadku pojazdu mechanicznego jest niemożliwe lub niecelowe z uwagi na jego utratę przez sprawcę, zniszczenie 
lub znaczne uszkodzenie.

## Wykonywanie przepadku
Zasady wykonywania przepadku określa Kodeks karny wykonawczy.
Odpis wyroku orzekającego przepadek przesyła się urzędowi skarbowemu właściwemu ze względu na siedzibę sądu. Urząd skarbowy przejmuje w posiadanie przedmioty objęte przepadkiem.
Niektóre kategorie przedmiotów podlegają przekazaniu innym organom:
1. przerobione lub podrobione znaki urzędowe i narzędzia pomiarowe – właściwemu miejscowo i kompetencyjnie organowi administracji rządowej;
2. sprzęt i ekwipunek wojskowy – właściwemu miejscowo wojewódzkiemu sztabowi wojskowemu;
3. przerobione lub podrobione dokumenty przewozowe – właściwym przewoźnikom kolejowym;
4. przedmioty, których posiadanie wymaga zezwolenia organów administracji rządowej, a które nie są sprzętem lub ekwipunkiem wojskowym – właściwej miejscowo komendzie wojewódzkiej Policji;
5. przerobione, podrobione lub utracone stemple kontrolerskie Straży Granicznej oraz dokumenty uprawniające do przekroczenia granicy państwowej, w tym dokumenty podróży państw obcych, a także przerobione, podrobione lub utracone dokumenty zezwalające na pobyt stały lub czasowy na terytorium państw członkowskich Unii Europejskiej – Komendzie Głównej Straży Granicznej;
6. przerobione lub podrobione krajowe i zagraniczne znaki pieniężne – Centrali Narodowego Banku Polskiego;
7. inne niż wymienione w pkt 1-4, które mogą mieć znaczenie podczas szkolenia służb śledczych lub badań naukowych z zakresu kryminalistyki – Komendzie Głównej Policji lub odpowiednim jednostkom organizacyjnym innych organów, którym przysługują uprawnienia Policji w zakresie prowadzenia postępowania przygotowawczego.

Jeżeli wartość przedmiotów jest nieznaczna, można zarządzić ich zniszczenie lub pozostawienie w aktach sprawy.
Wykonanie przepadku przedsiębiorstwa następuje przez jego sprzedaż w całości lub w zorganizowanej części albo spieniężenie poszczególnych składników mienia przedsiębiorstwa. Wykonanie przepadku przedsiębiorstwa następuje przez jego sprzedaż w całości lub w zorganizowanej części, chyba że sprzeciwiają się temu względy szybkości postępowania lub oczekiwana suma uzyskana ze sprzedaży nie jest istotnie większa od oczekiwanej sumy uzyskanej ze spieniężenia poszczególnych składników mienia przedsiębiorstwa, lub dalsza działalność przedsiębiorstwa nie jest uzasadniona.

## Przepadek zwierząt
Przewiduje się także przepadek zwierzęcia (m.in. w ustawie z dnia 21 sierpnia 1997 r. o ochronie zwierząt (Dz.U. z 2022 r. poz. 572)). Jest to środek karny orzekany m.in. za przestępstwo z art. 35 ust. 1, 1a lub 2 ustawy o ochronie zwierząt (odpowiednio: umyślne zabicie zwierzęcia z naruszeniem przepisów ustawy, znęcanie się nad nim, popełnienie dwóch wymienionych wcześniej przestępstw ze szczególnym okrucieństwem). Zgodnie z art. 38 ustawy zwierzę może być przekazane przez organizację społeczną, której statutowym celem jest ochrona zwierząt nieodpłatnie:
- schronisku dla zwierząt (zwierzę domowe)
- gospodarstwu rolnemu (zwierzę gospodarskie)
- ogrodowi zoologicznemu lub schronisku dla zwierząt (zwierzę laboratoryjne albo wykorzystywane do celów rozrywkowych, widowiskowych, filmowych, sportowych lub utrzymywane w ogrodach zoologicznych).